# Werner Wenning

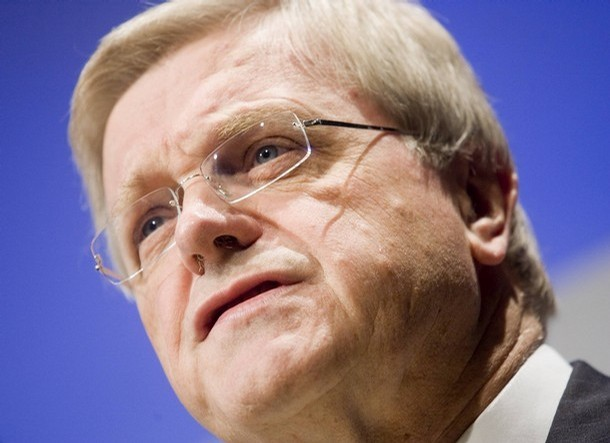
Werner Wenning

Werner Wenning, född 21 oktober 1946 i Opladen i Leverkusen, tysk företagsledare, styrelseordförande för Bayer AG
Wenning började som trainee på Bayer AG 1966. Han var under många år inom företagets revision innan han blev chef för Bayer Industrial S.A. i Peru 1978. Han har även suttit med i Treuhandanstalt. 1997 blev han styrelsemedlem och 2002 utsågs han till ny styrelseordförande i Bayer. Werner Wenning har lett arbetet med att omstrukturera Bayer AG. Han är sedan 2005 även president för Verband der Chemischen Industrie.